# Claes Tottie

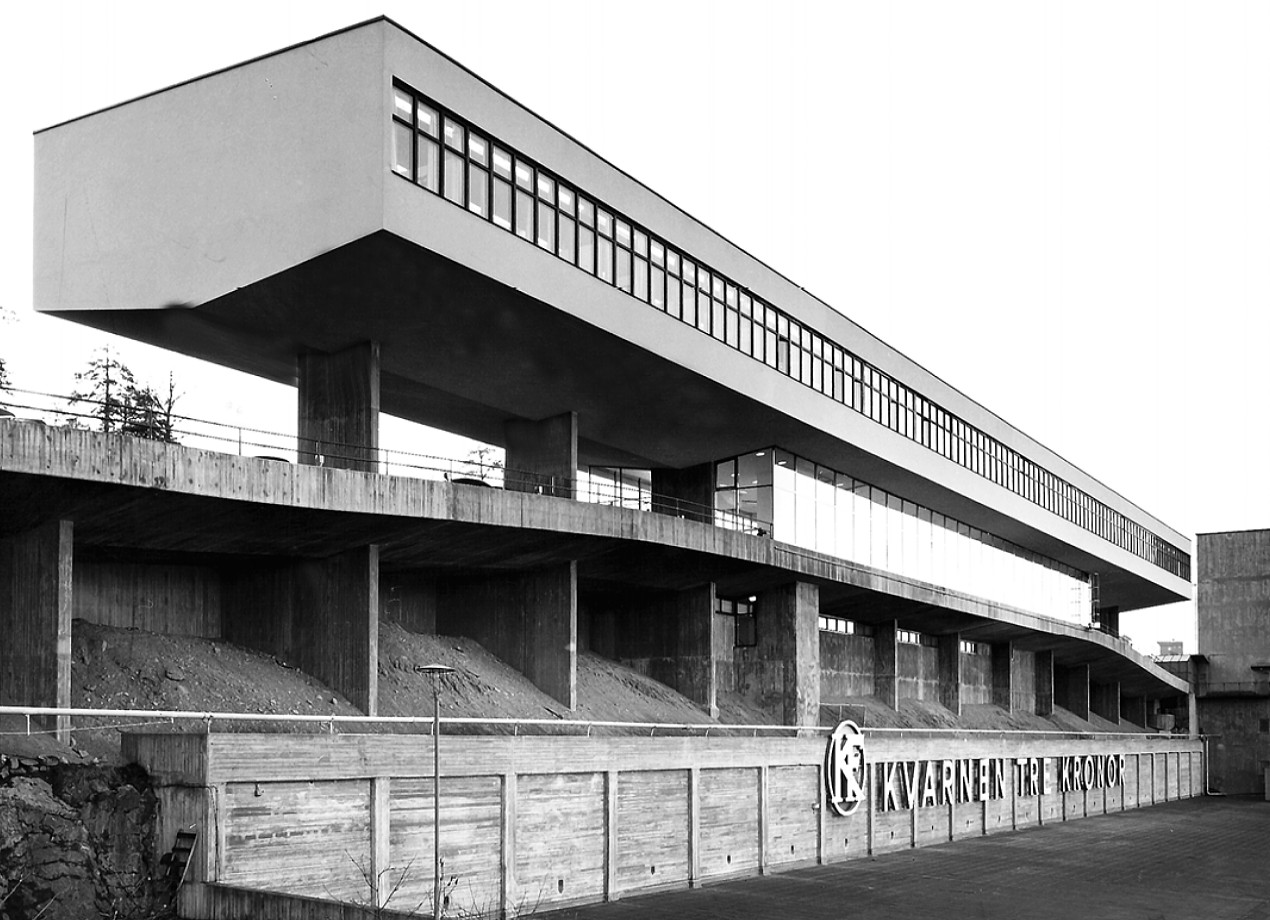
Kontorshuset Munspelets ursprungliga utseende, fasad mot norr, 1966.

Claes Tottie, född 24 september 1929, död 3 juni 2019 i Stockholm, var en svensk arkitekt. Han var svärson till arkitekt Olof Thunström.

## Biografi
Tottie erhöll sin utbildning till arkitekt vid Konstfack i Stockholm 1951 samt vid Kungliga Tekniska högskolan 1957. Han var bland annat anställd arkitekt på Kooperativa Förbundets Arkitekt- och Ingenjörsbyrå (KFAI).
Ett av hans arbeten är den funktionalistiska kontorsbyggnaden för Kvarnen Tre Kronor i Nacka som uppfördes 1964–1966. Det indragna undre planet klättrar ner för Kvarnholmens bergsbrant och är helt glasat. På grund av sitt säregna utseende kallas huset för "Munspelet". Ritningarna för byggnaden påbörjades av arkitektkollegan och svärfar, Olof Thunström, i form av skisser men fullföljdes av Claes Tottie efter Thunströms död 1962. Byggnaden förvanskades 1974 när den tidigare öppna bottenvåningen byggdes in. Huset är sedan 2016 ett lagskyddat byggnadsminne.
Bland övriga arbeten kan nämnas Gustavsbergs Folkets hus (1967) och Gustavsbergsteatern (1967) båda i Gustavsberg. Tottie är begravd på Skogskyrkogården i Stockholm.